# Cercomantispa paolina
Cercomantispa paolina is een insect uit de familie van de Mantispidae, die tot de orde netvleugeligen (Neuroptera) behoort. 
Cercomantispa paolina is voor het eerst wetenschappelijk beschreven door Navás in 1930.